# Trattato d'abaco
I trattati o libri d'abaco costituiscono una grossa fetta della produzione matematica italiana dei secoli XIII, XIV e XV. Sono testi scritti quasi esclusivamente in volgare toscano (ma anche nelle lingue volgari delle varie regioni) ad imitazione del Liber abbaci di Leonardo Fibonacci. Questi testi venivano scritti prevalentemente da maestri d'abaco, cioè maestri artigiani, che avevano spesso delle scuole di matematica pratica per gli apprendisti mercanti, dove si studiavano le tecniche per eseguire le operazioni aritmetiche, le regole pratiche per il calcolo di aree e volumi e le proporzioni legate alla risoluzione di problemi commerciali e finanziari. Le più importanti scuole d'abaco furono quelle di Verona, Firenze e Venezia.
Attualmente restano circa 300 manoscritti contenenti trattati d'abaco, e conservati prevalentemente in biblioteche fiorentine. Per un loro catalogo si veda W. Van Egmond, Practical mathematics in the Italian Renaissance, pubblicato a Firenze nel 1980.

## Contenuti
I trattati d'abaco erano in genere diversi l'uno dall'altro per forma, dimensioni e contenuto, ma il loro indice generale era all'incirca il seguente:
1. Introduzione
2. Presentazione del sistema di numerazione indo-arabico
3. Indigitazione (calcolo con le dita e le mani)
4. Operazioni aritmetiche con gli interi
5. Calcolo con le frazioni
6. Regola del tre: 
 Regola di base per risolvere problemi sui tassi di cambio; era considerata così importante nella matematica commerciale che veniva definita la regola d'oro. Le sue origini risalgono al 1650 a.C. Si tratta semplicemente di ricavare il quarto proporzionale assegnati tre numeri, cioè di risolvere una proporzione: {\displaystyle a:b=c:x\rightarrow \ x=b\cdot \ c/a}
7. Regole di falsa posizione 
  - Falsa posizione semplice: trovare una quantità incognita, {\displaystyle x\ }, legata a due quantità note {\displaystyle a,\ r}, dalla relazione {\displaystyle a\cdot \ x=r}
  - Falsa posizione doppia: trovare la quantità incognita {\displaystyle x\ } legata a tre quantità note {\displaystyle a,\ b,\ r} dalla relazione {\displaystyle a\cdot \ x+b=r}
8. Problemi mercantili:
  - Sistema di pesi, misure e monete: il sistema di pesi, misure e monete nel Medioevo era molto complicato, poiché i multipli e sottomultipli delle varie unità erano formati secondo proporzioni diverse (es. nel sistema monetario la lira (o libra) era formata da 240 denari, 12 dei quali formavano a loro volta un soldo); inoltre unità con lo stesso nome avevano valore diverso nelle varie città.
  - Compagnie: problemi relativi alla ripartizione degli utili fra i soci, in funzione del capitale versato e dell'opera prestata. Spesso un mercante, a causa della scarsa sicurezza dei viaggi, investiva il suo denaro in varie compagnie, per evitare di perdere grosse somme.
  - Baratti. Nel medioevo vi erano due forme di baratto:
    - baratto semplice, nel quale non era presente scambio di denaro
    - baratto composto, in cui era contemplato lo scambio di denaro

  - Interessi e sconti: nonostante l'usura fosse vietata dalla Chiesa (a tal proposito gli autori dei trattati mettevano in guardia i lettori), il prestito con interesse era molto diffuso.
  - Leghe metalliche: sono usuali i problemi del consolare le monete, cioè del calcolare la percentuale dei vari metalli che compongono le leghe (spesso per monete dello stesso nome il contenuto di metallo prezioso poteva variare da città a città).
  - Cambio: i problemi legati al cambio occupano ampio spazio in questi trattati, sia a causa dell'importanza che la figura del cambiavalute aveva nelle città, sia perché il cambio, operando sulla stessa piazza, poteva servire a mascherare un prestito oneroso e di conseguenza aggirava le leggi della Chiesa contro l'usura.
9. Geometria pratica
10. Matematica ricreativa: spesso gli autori dedicavano un interi capitolo a problemi ricreativi e giochi matematici, che servivano per distrarre il lettore dai complicati problemi commerciali.
11. Algebra: sono presenti principalmente il calcolo di equazioni di secondo, terzo e quarto grado e il calcolo con monomi e polinomi.

I problemi erano esposti in forma colloquiale, rispecchiando verbatim il modo di presentazione del maestro. Anche l'esecuzione dei calcoli è descritta a parole: gli unici segni matematici sono quelli dei numeri. Sporadicamente accanto alle carte venivano aggiunti dei calcoli in forma algoritmica.